# Blondinka Ksju
Blondinka Ksju (vlastním jménem Xenija Valerjevna Sidorina, * 21. srpna 1982 Nižnij Novgorod) je ruská rocková zpěvačka, autorkou písní a bývalou členkou kapely Elizium (Элизиум). V roce 2004 se rozhodla pro realizaci svých nápadů a činnosti pod uměleckým názvem Blondinka Ksju. Osobně svůj umělecký projev názývá jak barbie-punk nebo pink punk.

## Životopis
Xenie Valerjevna Sidorina se narodila 21. srpna 1982 ve městě Gorkij (dnešní Nižnij Novgorod) do rodiny architektů. Když byly Xenii 2 roky, přestěhovala se rodina do Tulské oblasti, ve které prožila své dětství. Máma Xenie vystudovala hru na klavír na hudební škole a její dědeček zpíval ve sboru. Jako dítě ji doma obklopovaly hudební nástroje, akordeon, flétna, harmonika, metalofon a dokonce i harfa, ale zatoužila po pianu, které ji matka zakoupila pod podmínkou studia hry na klavír. Hru na klavír studovala 7 let. Vztah k rockové hudbě u ni vyvolala skupina Nirvana, později v 15 letech založila svoji první rockovou skupinu pod názvem Alter agO, kde hrála na kytaru a působila v ní v roli zpěvačky. Skupina po roce skončila, jelikož se rodiče rozhodli přestěhovat zpátky do Nižního Novgorodu. Zde dokončuje povinnou školní docházku a začíná studovat Státní pedagogickou univerzitu v oboru psychologie. Paralelně se účastní různých školních hudebních soutěží a hledá podobně smýšlející lidi.

### Skupina Lady-F
V lednu roku 2000 se umělkyně setkala s hudebníky ze skupiny Lady Freddy. Hned při prvním vystoupení se skupinou se odehrají i písně, které složila. Později kapela změnila svůj název na Lady-F. V roce 2004 se skupina rozpadá a Xenie se seznamuje s bubeníkem a předákem skupiny NAIV Dmitrijem Chakimovem a stěhuje se za ním do Moskvy.

### Skupina Elizium
Na jaře v roce 2002 umělkyně vystupovala se skupinou LADY-F na rockovém festivalu a setkala se tam s Dmitrijem Kuzněcovem basistou a předákem skupiny Elizium (Элизиум). Ještě v létě téhož roku ji nabídne místo doprovodné zpěvačky.
Zavolal mi a nečekaně mi nabídl místo doprovodné zpěvačky ve skupině Elizium, za podmínky, že ukončím veškerou činnost ve skupině LADY-F, já samozřejmě odmítla! Ale, o týden zavolal znovu a pozval mě, ale za mnohem mírnějších podmínek...takže jsem skončila v Eliziu.
První živé vystoupení Xenie se skupinou Elizium se uskutečnilo na festivalu Našestvieje, který pořádala stanice Naše rádio. Téměř okamžitě se podílí na nahrávání třetího alba skupiny. V červnu 2005 umělkyně spouští svůj projekt s názvem Bloninka Ksju.

### Blondinka Ksju
Skupina Blondinka Ksju byla založena v roce 2004 a svoje první studiové album vydává Ja-Blondinka! (Я — Блондинка!) vydává v roce 2005.

## Diskografie

### Alba
| Rok  | Název                                        |
| ---- | -------------------------------------------- |
| 2005 | Ja-Blondinka! (Я — Блондинка!)               |
| 2006 | Vremja vsjo razrušajet (Время всё разрушает) |
| 2009 | Barbie-ubijcy (Barbie-убийцы)                |
| 2014 | Barokko (Барокко)                            |
| 2020 | Sachar (Сахар)                               |

### Minialba
| Rok  | Název                             |
| ---- | --------------------------------- |
| 2011 | Žiť do dna (Жить до дна)          |
| 2019 | Krasota. Tom 1 (Красота. Том 1)   |
| 2021 | Krasota. Tom 2 (Красота. Том 2)   |
| 2022 | Já těbja isporču (Я тебя испoрчу) |

### Singly
| Rok  | Název                                     |
| ---- | ----------------------------------------- |
| 2016 | Fantomnyje boli (Фантомные боли)          |
| 2017 | Nužno čto to menjať (Нужно что то менять) |
| 2020 | Ona ljubiť... (Она любит...)              |
| 2022 | I Will Spoil You                          |
| 2022 | Razorvi na mně (Разoрви на мне)           |
| 2022 | Ně Kreml (Не Кремль)                      |
| 2022 | On ně pěrezvonit (Oн не перезвoнит)       |

### Videoklipy
| Rok  | Název                                                           |
| ---- | --------------------------------------------------------------- |
| 2005 | Vmesto žizni (Вместо жизни)                                     |
| 2006 | Ně nado pričinjať drugu bol (Не надо причинять друг другу боль) |
| 2006 | Umirajet lubov (Умирает любовь)                                 |
| 2007 | Baba krutogo perca (Баба крутого перца)                         |
| 2010 | Bolšije děvočki ně plačut (Большие девочки не плачут)           |
| 2013 | Poslednij poceluj (Последний поцелуй)                           |
| 2019 | Zakonjut (Закопают)                                             |
| 2019 | Trezvaja (Трезвая)                                              |
| 2020 | Samyje lučšije (Самые лучшие)                                   |
| 2021 | Otpusk (Отпуск)                                                 |